# Società Escursionistica Verzaschese
Die Società Escursionistica Verzaschese (SEV) ist ein Tessiner Alpinverein. Seit 2001 ist sie Teil des Tessiner Dachverbandes Federazione Alpinistica Ticinese.

## Geschichte
Die SEV wurde 1983 gegründet und zählte 2019 rund 800 Mitglieder. Sie engagiert sich für den Wiederaufbau von verlassenen Alpen und die Instandhaltung der Wanderwege im Valle Verzasca und leistet damit einen Beitrag zur Belebung des Tales und gegen die Vergandung. Die SEV organisiert jährlich ein vielfältiges Tourenprogramm für ihre Mitglieder. Das Programm umfasst Sommer- und Winteraktivitäten mit unterschiedlichem Schwierigkeitsgrad für Alpinisten, Wanderer, Kletterer, Jugendliche, ältere Mitglieder und Familien.
Dank mehrheitlich freiwilligem Engagement konnten aus fünf alten Alphütten die Berghütten Borgna (Baujahr 1994), Efra (1990), Cornavosa (2010), Barone (1992, 1999 erweitert) und Cognora (1986) umgebaut werden. Nach Fertigstellung der Stützpunkte wurde der alpine Höhenweg Via Alta della Verzasca markiert und festgelegt. Der weiss-blau-weiss markierte Alpinweg ist nur für erfahrene Berggänger. Die vom SEV unterhaltenen, einfachen Selbstversorgerhütten liegen alle an der Via Alta della Verzasca.
Seit 2002 unterhält die SEV die Boulderhalle in Riazzino.

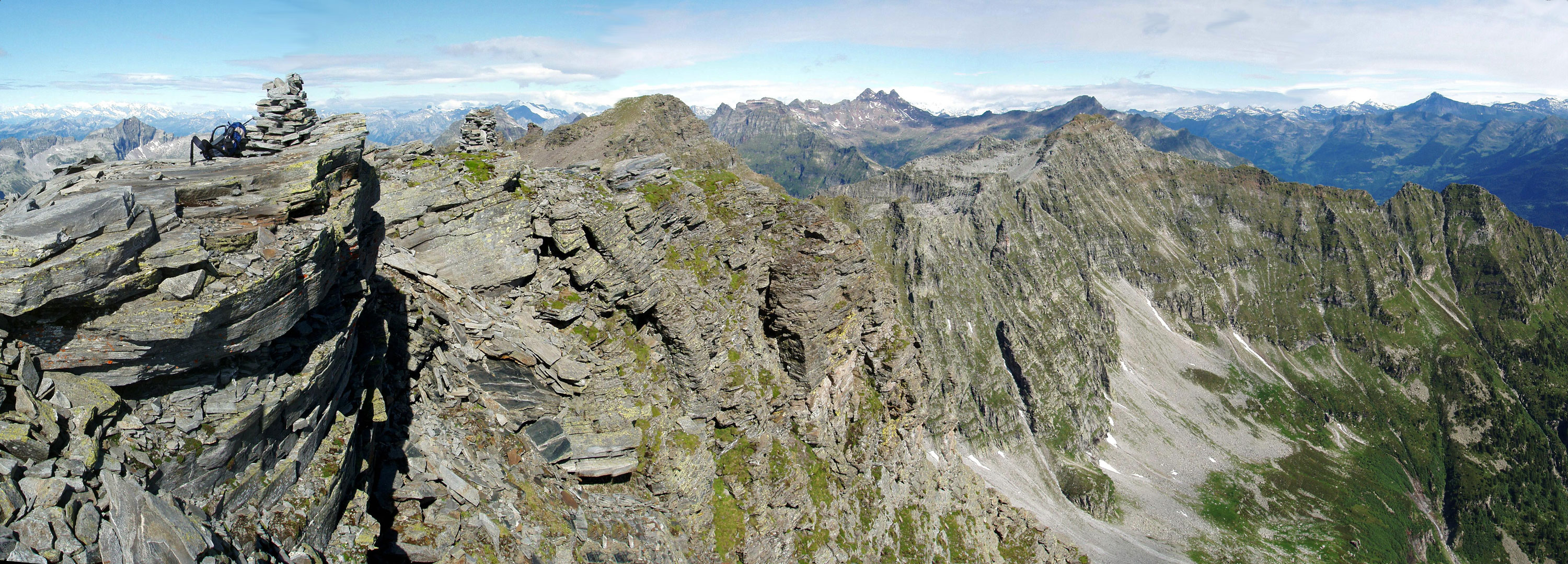
Via Alta della Verzasca, 3. Etappe

## SEV-Hüttenliste
Verzweigt auf die GeoHack-Seite. Anhand der hinterlegten Koordinaten können diverse externe Kartendienste aufgerufen werden.
| Bild              | Lage                                            | Berghütte         | Talort     | Höhe | Erbaut    |
| ----------------- | ----------------------------------------------- | ----------------- | ---------- | ---- | --------- |
| Capanna Barone    | !546.3957505508.7487605 46.39575 8.74876 2172   | Capanna Barone    | Vogorno    | 2172 | 1992 1999 |
| Capanna Borgna    | !546.2295405508.9250605 46.22954 8.92506 1912   | Capanna Borgna    | Vogorno    | 1912 | 1994      |
| Capanna Cògnora   | !546.3764705508.8131805 46.37647 8.81318 1938   | Capanna Cògnora   | Sonogno    | 1938 | 1986      |
| Capanna Cornavosa | !546.2794445508.8976395 46.279444 8.897639 1991 | Capanna Cornavosa | Lavertezzo | 1991 | 2010      |
| Capanna d’Efra    | !546.3384405508.8514705 46.33844 8.85147 2039   | Capanna d’Efra    | Frasco     | 2039 | 1990      |

- Karte mit allen Koordinaten:
- OSM |
- WikiMap